# Achtung Kontrolle! – Die Topstories der Ordnungshüter
Achtung Kontrolle! – Die Topstories der Ordnungshüter ist der dritte Ableger der Doku-Soap Achtung Kontrolle! – Einsatz für die Ordnungshüter des deutschen Privatsenders Kabel eins. Es handelt sich nicht wie bei den anderen Ablegern um eine Doku-Soap, sondern um eine Scripted-Reality-Sendung, die mit Laiendarstellern produziert wird. Die Produktion begann 2012, ab dem 24. September 2012 wurden die Episoden ausgestrahlt.

## Hintergrund
In Achtung Kontrolle – Die Topstories der Ordnungshüter erzählen Ermittler echte Geschichten, die sie erlebt haben. Die Gewichtung wurde dabei mehr auf Spannung als auf rechtliche Korrektheit gelegt. So sind einige Maßnahmen zu sehen, die nach deutschem Recht rechtswidrig wären.
Ab dem 14. Januar 2013 erzählten zusätzlich zu den Ordnungshütern auch Anwälte Geschichten, die sie so ähnlich erlebt haben könnten. Auch hierbei handelte es sich um Scripted Reality. Am Ende erklärte der jeweilige Anwalt bzw. die jeweilige Anwältin, wer im Recht ist und gab zusätzlich Ratschläge für Menschen, die in ähnliche Fälle verwickelt sind. Zunächst war ein eigener Ableger mit dem Namen Achtung Mietstreit! – Die Topstories der Anwälte geplant, jedoch wurde diese Planung verworfen und die bereits produzierten Clips in die Sendung eingebunden. Nach kurzer Zeit wurden diese Topstories wieder aus dem Programm genommen.
Am 17. August wurde „Achtung Kontrolle – Die Topstories der Ordnungshüter“ aus dem Programm genommen und durch Mein Lokal, Dein Lokal – Wem schmeckts am besten sowie Mein Zuhause, Dein Zuhause – Wer wohnt am schönsten? ersetzt.
Nach der Absetzung von Mein Lokal, Dein Lokal – Wo schmeckt’s am besten? und Mein Zuhause, Dein Zuhause – Wer wohnt am schönsten? wird die Serie seit dem 20. September 2013 wieder zusammen mit Achtung Kontrolle – Einsatz für die Ordnungshüter mit abwechselnden Clips gezeigt, wobei in einer Sendung mehr Clips von Achtung Kontrolle – Einsatz für die Ordnungshüter als von Achtung Kontrolle – Die Topstories der Ordnungshüter gezeigt werden. Im Gegensatz zu früher wird bei der Scripted-Reality-Serie mittlerweile nicht mehr der Zusatz „Die Topstories der Ordnungshüter“ unterhalb des Achtung Kontrolle!-Logos eingeblendet, sodass hier zwischen nacherzählt und Wahrheit nur noch anhand des offensichtlichen Schauspiels unterschieden werden können.

## Besetzung
| Darsteller                  | Beruf                    | Behörde                                                                       |
| --------------------------- | ------------------------ | ----------------------------------------------------------------------------- |
| Jürgen Schönewald           | Kriminalhauptkommissar   | Kriminalpolizei Düren                                                         |
| Matthias Wolf (Jörg Gennun) | Polizeioberkommissar     | Polizeiinspektion Neustadt, vorher Polizeipräsidium München (Verkehrspolizei) |
| Andreas Schneider           | Polizeihauptmeister      | Polizeiinspektion Neustadt, vorher Polizeipräsidium München (Verkehrspolizei) |
| Bernd Stumm                 | Lebensmittelkontrolleur  | Amt für Verbraucherschutz und Lebensmittelüberwachung                         |
| Chris Michels               | Polizist                 | Polizei Berlin                                                                |
| Susanne Korte               | Kriminalkommissarin      | Kriminalpolizei Köln                                                          |
| Nicole Drawer               | Kriminalhauptkommissarin | Landeskriminalamt Hamburg                                                     |
| Jeanette Schmidt            | Vollziehungsbeamtin      | Finanzamt Berlin-Tiergarten                                                   |
| Birgit Adler-Adolph         | Politesse                | Ordnungsamt                                                                   |
| Christian Ebadi             | Kfz-Sachverständiger     | Sachverständigenzentrum Berlin                                                |
| Christian „Chris“ P.        | Zivilfahnder             | Landeskriminalamt Berlin                                                      |

## Weblink
- Offizielle Website